# جانباختگان تریلر سن آنتونیو ۲۰۲۲
در روز ۲۷ ژوئن ۲۰۲۲ پیکر ۵۰ تن در یک تراکتور-تریلر در نزدیکی پایگاه نیروی هوایی لاکلند در سن آنتونیو واقع در تگزاس ایالات متحده آمریکا کشف شد. گزارش‌ها حاکی از این است که مرگ‌ها در جریان تلاش آشکار برای قاچاق از طریق مهاجرت غیرقانونی در جنوب ایالت تگزاس رخ داده‌است و مرگبارترین قاچاق از نوع خود در تاریخ ایالات متحده آمریکا بوده است.